# 亚历山德罗·德安杰利斯
亚历山德罗·德安杰利斯（義大利語：Alessandro De Angelis，1959年8月16日—），生于琴切尼盖阿戈迪诺，意大利和阿根廷天体物理学家，帕多瓦大学的实验物理学教授以及里斯本大学高等技术研究所的天体粒子物理学教授。他因为在伽马射线天体物理学中关于新望远镜的建造和数据分析中扮演的重要的角色而广为人知。他是意大利核物理研究所（INFN）、意大利天体研究所（INAF）、意大利物理学会（SIF）、国际天文学联合会（IAU）、 Gruppo2003 的成员 。

## 生平
德安杰利斯1983年毕业于帕多瓦大学物理学专业，在欧洲混合光谱仪研究LExan气泡室中产生的粲粒子。后在欧洲核子研究中心担任博士后，最后在Ugo Amaldi教授的DELPHI实验室中获得正式工作职位。回到意大利之后，1999年以来，主要从事粒子天体物理学的工作。
2010年至2011年期间担任慕尼黑维尔纳·海森堡-马克斯·普朗克研究所的客座科学家，2014年至2017年担任INFN研究主任。

## 学术贡献
他参加了设计和建造NASA的费米伽玛射线空间望远镜和坐落于加那利群岛拉帕尔马的MAGIC望远镜。他是MeV伽马射线望远镜项目ASTROGAM首席研究员，并且是在安地斯山脈建南方广域伽马射线天文台（SWGO）的早期倡导者之一。他提出了星系际磁场中伽马射线和轴子之间的混合。
他还致力于科学普及以及物理学的历史和哲学，特别是关于宇宙射线和伽利略时期有关的研究。

## 社会兼职
担任Springer Nature物理学史领域的编辑。

## 奖项和荣誉

### 奖项
- 汤森路透/科睿唯安高被引学者，2016 [1]
- 2001-2010、2011年，“十年间在空间科学领域发表论文的前1%研究人员”的汤森路透奖[14]
- 2011年与费米伽马射线望远镜团队共同获得美国天文学会的布鲁诺罗西奖[1]
- 欧洲物理学会亮点[15]文章“科学中的民族主义和国际主义：宇宙射线的发现”
- 美国宇航局集团成就奖，2008 [1]

### 荣誉
| - 普通制服的缎带                                  |
| “意大利共和国总统荣誉勋章” —罗马，2018 年12月19日 |

## 著作
- De Angelis, Alessandro. . Roma: Castelvecchi. 2021  [2021-11-11]. ISBN 978-8832903461. （原始内容存档于2022-03-24） （意大利语）.
- De Angelis, Alessandro. . Torino: Codice. 2021  [2021-11-11]. ISBN 978-8875789305. （原始内容存档于2021-11-03） （意大利语）. De Angelis, Alessandro. . Heidelberg: Springer Nature. 2021  [2021-11-11]. ISBN 978-3030719524. （原始内容存档于2021-05-15） （英语）. With prefaces by Ugo Amaldi and Telmo Pievani.
- De Angelis, Alessandro; Pimenta, Mario; Conceicao, Ruben. . Heidelberg: Springer Nature. 2021  [2021-11-11]. ISBN 978-3-030-73116-8. （原始内容存档于2021-06-01） （英语）.
- De Angelis, Alessandro; Pimenta, Mario. . Heidelberg: Springer Nature. 2018  [2021-11-11]. ISBN 978-3-319-78180-8. （原始内容存档于2021-06-01） （英语）. With a preface by Francis Halzen.
- De Angelis, Alessandro; Pimenta, Mario. . Heidelberg: Springer. 2015  [2021-11-11]. ISBN 978-3-319-78180-8. （原始内容存档于2021-06-01） （英语）.
- De Angelis, Alessandro. . Milano: Springer. 2012  [2021-11-11]. ISBN 978-88-470-2047-4. （原始内容存档于2021-05-24） （意大利语）. With a preface by Margherita Hack.